# Targets
Targets est un jeu de société créé par Wilfried Fort en 2013 et édité par Blackrock Games.  
Pour 2 à 4 joueurs, à partir de 7 ans pour environ 15 minutes de jeu.

## Principe général
Targets est un jeu d'adresse où les joueurs doivent taper avec un doigt des dés pour faire rouler ces derniers sur des cibles rondes disposées au centre de l'aire de jeu.

## Règle du jeu

### But du jeu
Les joueurs doivent remporter le maximum de cibles en envoyant sur celles-ci leurs dés respectifs.

### Matériel
- 12 dés (3 dés de 4 couleurs différentes)
- 9 cibles (3 couleurs différentes)
- 4 palets en bois (4 couleurs différentes)
- 1 règle du jeu en trois langues (français, anglais et néerlandais)

### Mise en place

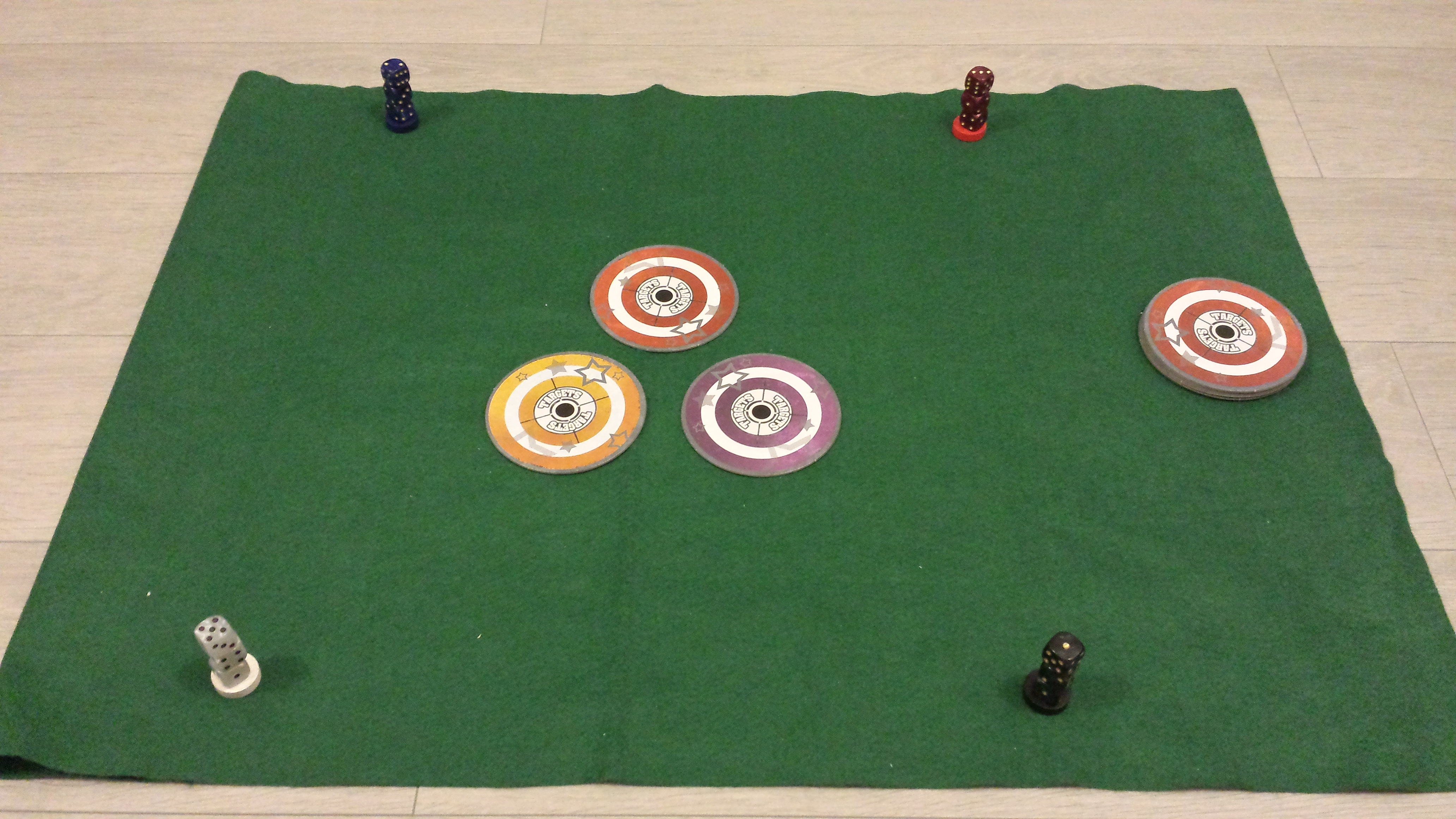
Mise en place du jeu Targets

Les joueurs placent trois premières cibles au centre de l'aire de jeu en laissant l'espace d'un dé entre chacune. Les autres cibles sont mises de côté. Chaque joueur prend un palet et les trois dés de la même couleur. Chaque joueur pose son palet à 20 centimètres maximum des cibles puis empile dessus ses dés.

### Déroulement
Chacun son tour, chaque joueur donne une pichenette dans le dé le plus haut de son empilement de dés pour essayer de le faire rouler sur une cible. Lorsque tous les joueurs n'ont plus de dé, le joueurs dont la somme des chiffres indiquée par ses dés sur une cible est la plus haute remporte la cible. Chaque cible gagnée est remplacée sur l'aire de jeu par une des cibles mise de côté. Tous les joueurs reprennent alors leurs dés et reforment leurs empilements. Une nouvelle manche peut commencer.

### Fin de partie et vainqueur
La partie prend fin lorsque toutes les cibles ont été gagnées ou lorsqu'un joueur gagne quatre cibles. Le vainqueur est celui qui a remporté le plus de cibles.

## Récompense
Trophée Flip 2013 « Coup de cœur du public »

## Autre édition
Une version américaine est éditée depuis 2016 par l'éditeur SimplyFun sous le nom Archery Dice.